# Forces des missiles stratégiques de la fédération de Russie
Les Forces des missiles stratégiques de la fédération de Russie (en russe : Ракетные войска стратегического назначения Российской Федерации, Raketnié voïska strateguitcheskogo naznatchenia Rossiïskoï Federatsi), en abrégé RVSN (la transcription de РВСН), sont la composante terrestre de la dissuasion nucléaire russe.

## Histoire

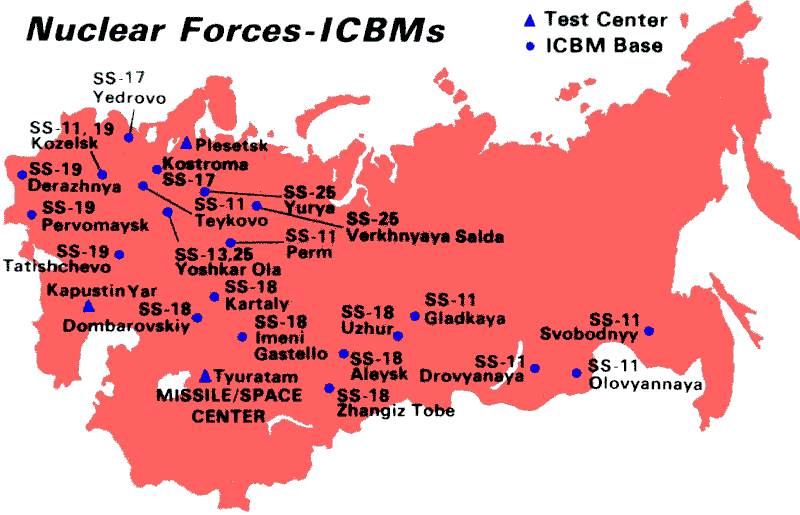
Carte des bases d'ICBM en URSS dans les années 1980.

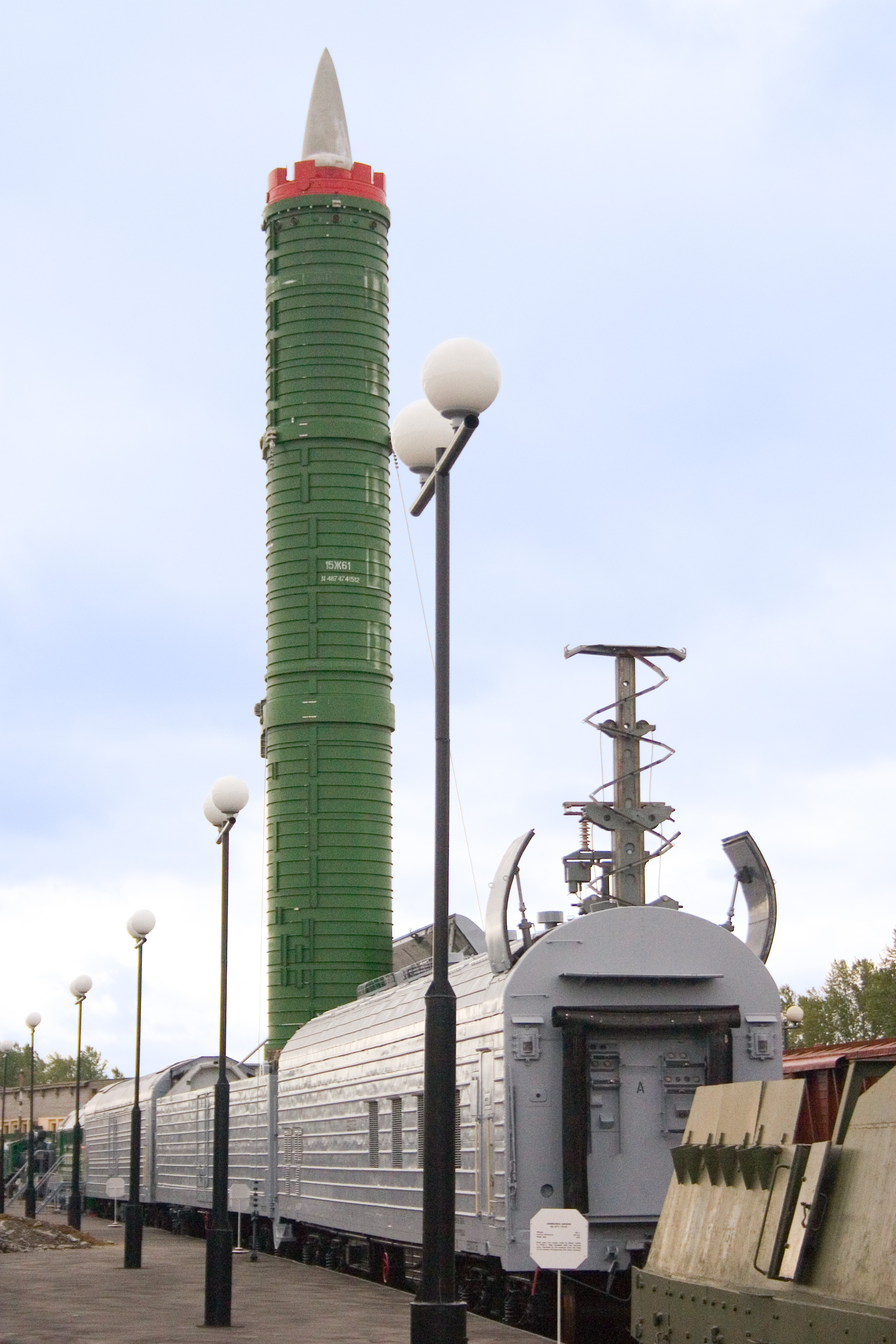
36 RT-23 (Code OTAN : SS-24) utilisèrent des trains comme bases de lancement jusqu'en 2008. Cinq trains transportant chacun six RS-24 devraient être opérationnels à partir de 2018.

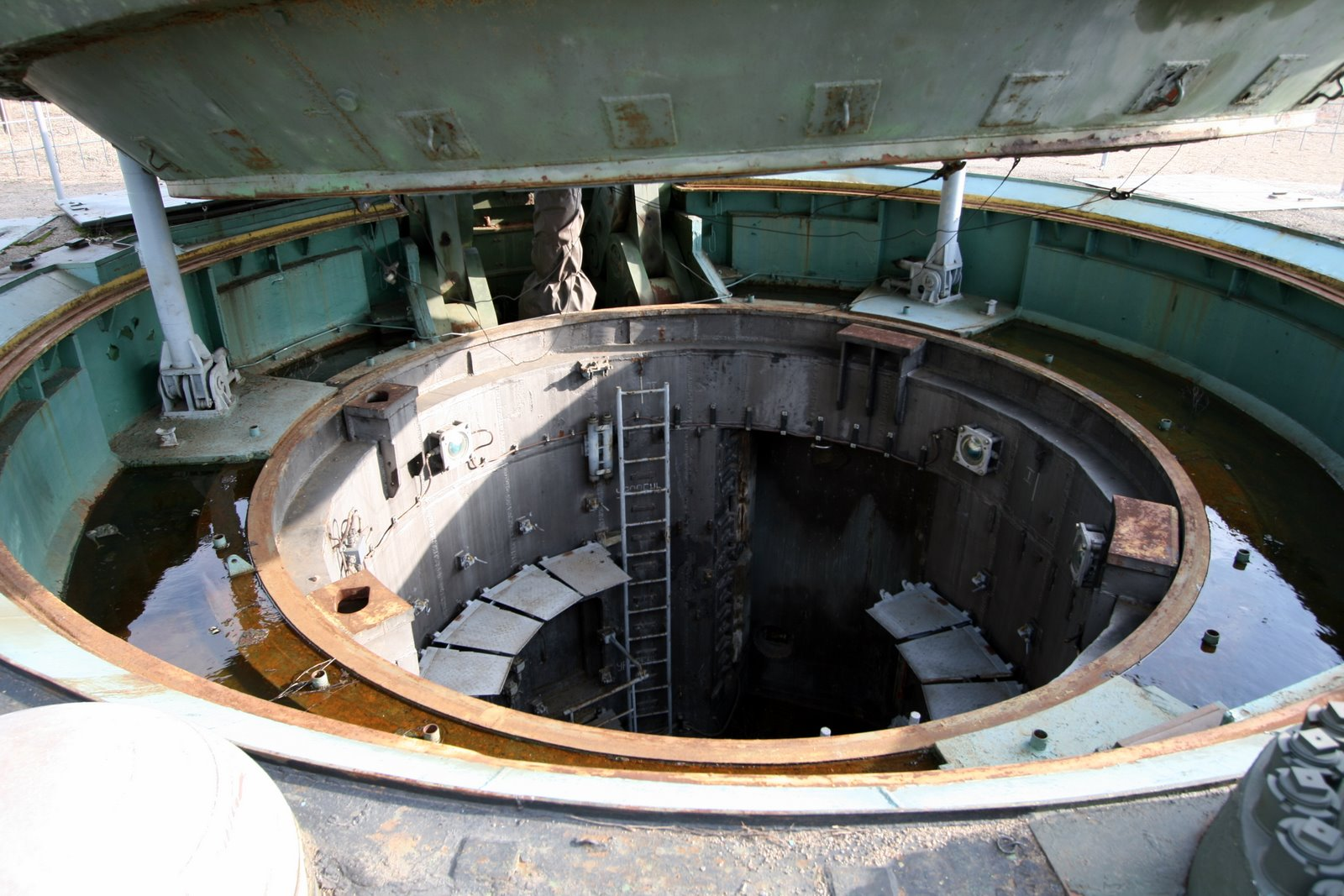
Silo à missile pour RT-23 Molodets dans une base d'Ukraine transformée en musée.

Elles ont été créées par l'Union des républiques socialistes soviétiques le 17 décembre 1959 avec l'arrivée des premiers missiles balistiques au sein de l'Armée rouge et gèrent les missiles sol-sol ayant une portée supérieure à 1 000 km. Durant la guerre froide, cette force qui est le principal pilier de la triade nucléaire soviétique (avec les SNLE de la marine soviétique et l'aviation à long rayon d'action) se développa rapidement et surpassa à partir des années 1970 en nombres d'armes et de vecteurs la composante terrestre du Strategic Air Command des États-Unis avec 1 166 ICBM en 1974 et 1 398 ICBM au 1er janvier 1984, emportant un total d'environ 4 500 ogives d'une puissance globale d'environ 4 100 mégatonnes,  répartis sur plus de 300 sites de lancement dans 28 bases en Russie d'Europe, en Ukraine et le long du Transsibérien et disposait d'un effectif de 300 000 militaires.
Malgré les traités de désarmement signés par Gorbatchev, elle comptait encore 1 054 missiles intercontinentaux et 4 278 têtes nucléaire en 1990 et un effectif de 164 000 militaires d'active et 502 000 réservistes.
Au moment de la dislocation de l'Union soviétique, fin 1991, elle passa sous le contrôle des Forces armées de la fédération de Russie. En 1996, elle ne disposait plus que de 100 000 hommes. En 2014, son effectif est estimé à 18 000 personnes et l'on annonce une augmentation des effectifs de 8 500 personnes en 2020. L'utilisation de robots militaires armés pour la garde des silos est évoquée pour cette date.

## Constitution

### Organigramme en 2011
- Quartier général : ville fermée de Vlasikha (en), District administratif ouest de Moscou
- 27e armée de missiles de la Garde, quartier-général : Vladimir (créée en 1970)
  - 7e division d'Orzerny/Vypolzovo
  - 14e division de Iochkar-Ola
  - 28e division de Kozelsk
  - 54e division de Teïkovo
  - 60e division de Tatichtchevo
- 31e armée, quartier-général : Orenbourg
  - 13e division de Yasny/Dombarovsky
  - 42e division de Nijni Taguil
- 33e armée, quartier-général : Omsk
  - 29e division d'Irkoutsk
  - 35e division de Barnaoul
  - 39e division de Novossibirsk
  - 62e division d'Oujour

### Stations, bases
Les forces de missiles stratégiques disposent de diverses bases en Russie et dans d'autres pays de la CEI, notamment :
- Fédération de Russie,  oblast d'Arkhangelsk : le cosmodrome de Plessetsk ;
- Fédération de Russie,  oblast d'Amour : le cosmodrome de Svobodny ;
- Fédération de Russie,  oblast d'Astrakhan : le cosmodrome de Kapoustine Iar ;
- Fédération de Russie,  oblast de Kalouga : le centre opérationnel de Balabanovo ;
- Fédération de Russie,  kraï du Kamtchatka : la station de test de Koura ;
- Fédération de Russie,  oblast de Moscou : l'institut militaire de forces des missiles stratégiques de Serpoukhov ;
- Fédération de Russie,  oblast de Rostov : l'institut militaire de forces des missiles stratégiques de Rostov-sur-le-Don ;
- Fédération de Russie,  kraï de Stavropol : l’institut militaire de forces des missiles stratégiques de Stavropol ;
- Fédération de Russie,  oblast d'Orenbourg : l’école de formation des transmetteurs ;
- république du Kazakhstan, oblys de Kyzylorda : le cosmodrome de Baïkonour ;
- république du Tadjikistan : le centre de contrôle spatial de Nourek.

Outre ses bases, les forces de missiles stratégiques détiennent également divers arsenaux, entrepôts et usines d'entretiens. Quelque 120 000 personnes servent dans cette force, dont les deux tiers sont des militaires.

### Statut des missiles
Le nombre de vecteur nucléaire est en réduction constante jusqu'au années 2020 depuis la dissolution de l'URSS. Au-delà du respect des traités de désarmement tel le Traité de réduction des arsenaux nucléaires stratégiques signé en 2002, le complexe militaro-industriel russe, malgré une hausse des crédits depuis le début des années 2000 n'a plus la même capacité de production que celui de l'ex-URSS. Le système Perimeter permettant de lancer un ordre de tir automatiquement semble toujours en fonction.
Les SS-25, qui ont été réceptionnés par les unités entre 1985 et 1992, sont très vulnérables, dans l’absolu, face à la National missile defense américaine. Développés pour satisfaire aux clauses de START II, ils sont en effet mono-têtes. Quant aux seconds, les SS-18 et SS-19, ils ont pour points faibles d’avoir atteint la fin de leur vie opérationnelle théorique entre 1998 et 2005 et d’avoir été construits avec l’aide d’usines et de bureaux d’études aujourd’hui ukrainiens et biélorusses (sous-ensembles moteurs et étages). Même si le stockage sec de ces missiles à carburant liquide est possible, leur maintenance est en conséquence, après l’indépendance de ces pays, de plus en plus problématique et contribue à placer entre les mains d’industriels étrangers une partie de la dissuasion nucléaire russe. Quant aux SS-18, dont le démantèlement aurait dû être achevé, ils resteront encore en service une quinzaine d’années grâce à un accord industriel passé avec les Ukrainiens fin 2006. Que les relations entre les deux pays viennent encore à se tendre et Moscou pourrait devoir démanteler ces missiles plus rapidement que prévu. En fait, le SS-27 est le premier ICBM russe à avoir été conçu sans l’aide des usines et des bureaux d’études ukrainiens et biélorusses.
Les nouveaux « Topol M2 SS-27 », mobiles et en silo, ne remplacent qu’au compte-gouttes les vieux missiles. Qui plus est, les premiers SS-27, qui ont également été développés en prévision de l’entrée en vigueur de START II, sont eux aussi monotêtes. Ils seront peu à peu « remirvés », comme l’est déjà la version mobile, plus récente, mais cela est très coûteux et nécessite une longue manutention des missiles. Une version modifiée, dite RS-24 Yars, (code OTAN SS-X-29), missile à propergol solide et à trois étages, est en développement et le premier régiment opérationnel est entré en service en mars 2011. Problème supplémentaire pour les Russes : la durée de vie de leurs têtes nucléaires est très inférieure à celle des têtes américaines, ce qui est d’autant plus pénalisant qu'un modèle de tête est étroitement associée à une version de vecteur et ne peut être utilisée sur une autre version. Or, les Forces armées russe disposent de multiples versions et sous-versions de leurs missiles. C’est un facteur très handicapant sur le plan logistique.
Sur les treize divisions que comptent les forces de missiles stratégiques en 2009, neuf sont équipées de SS-25, 1 de SS-18 et peut-être deux de SS-19. Le SS-27 mobile n’équipe qu’une division, tout comme la version ensilée.
En janvier 2020, 11 divisions de missiles sont en activités dans trois armées.

### Inventaire en 2008

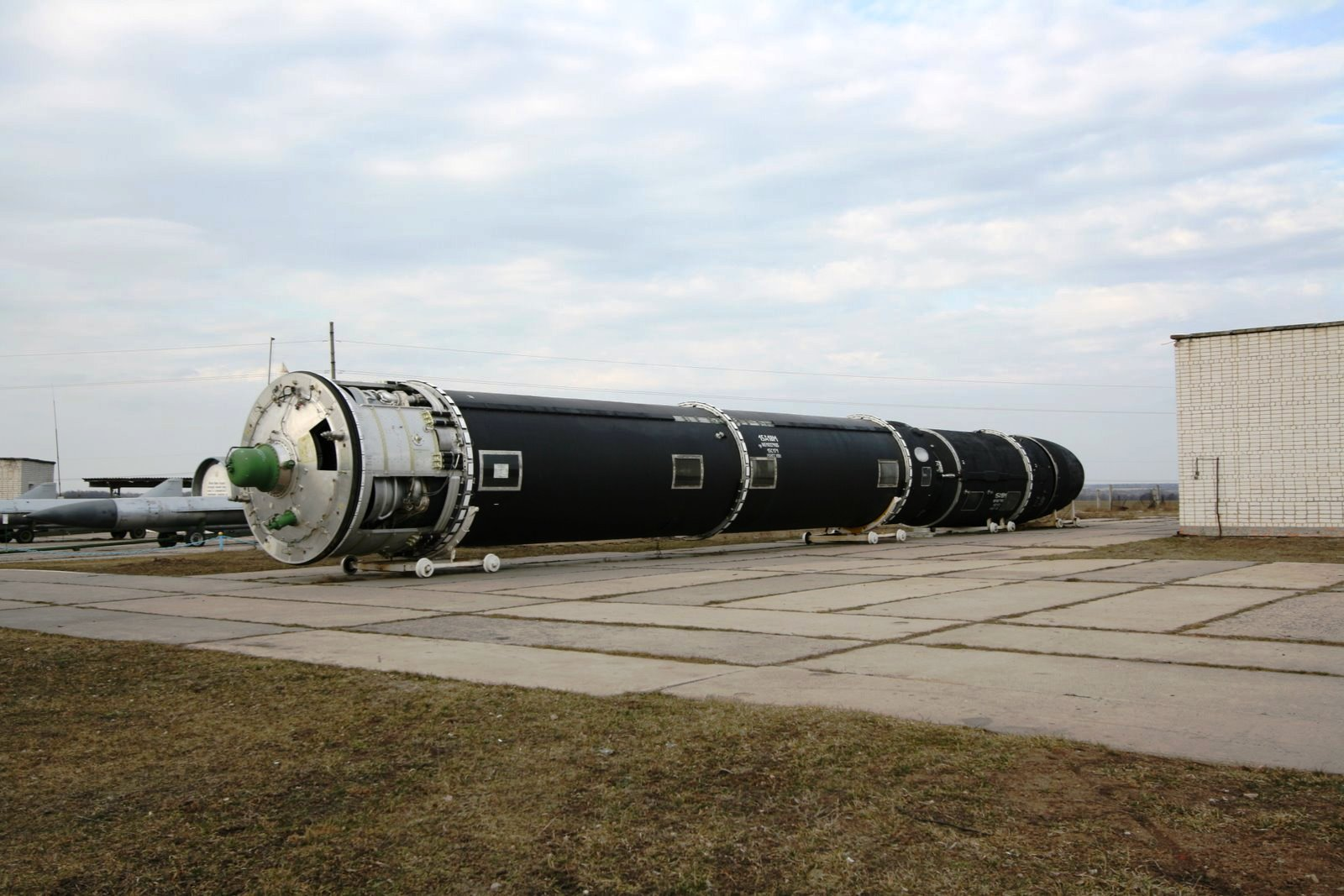
Un R-36, code SS-18 mod. 5, au musée de Pervomaïsk (oblast de Mykolaïv). Il s'agit du plus lourd missile jamais construit.

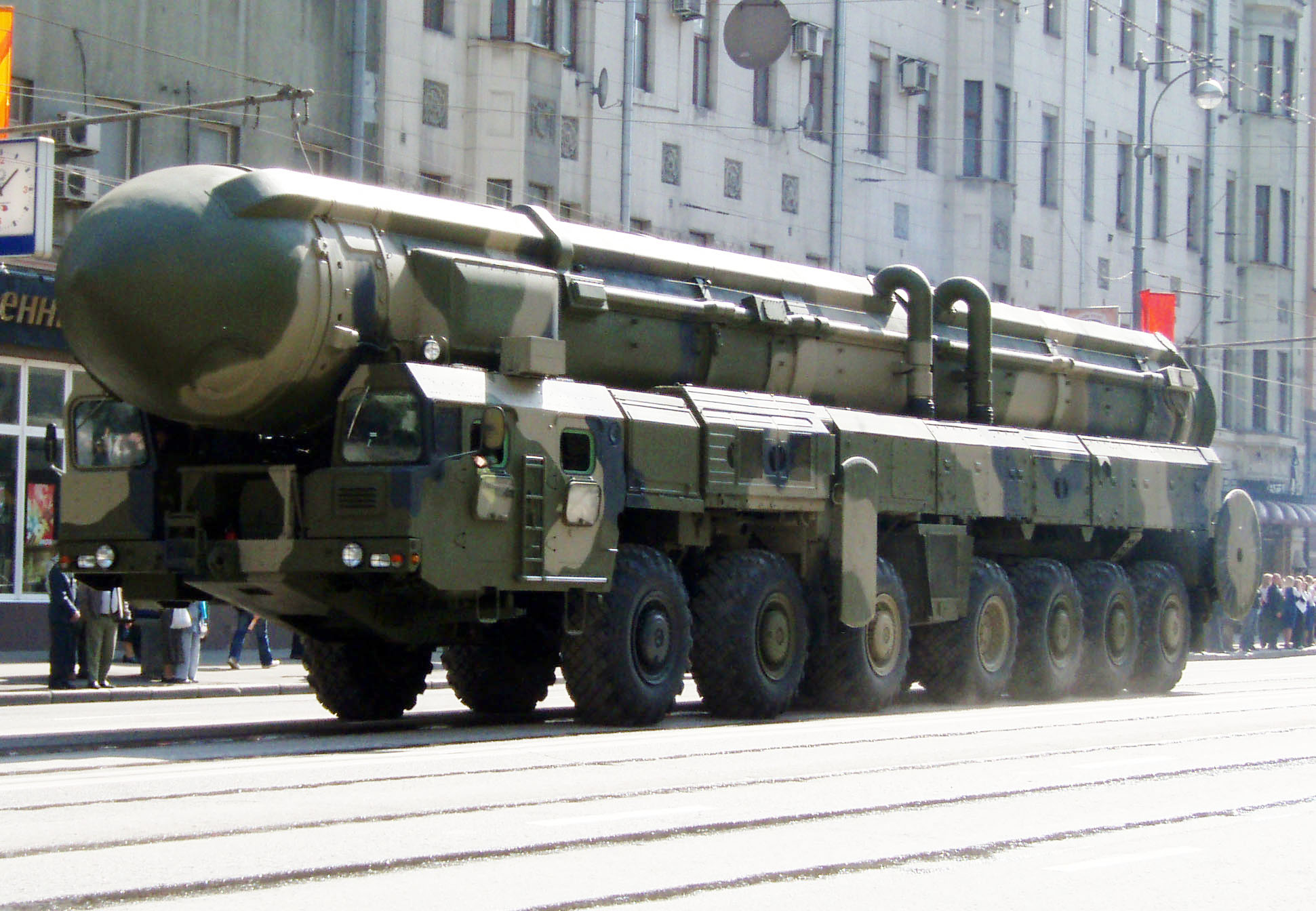
Un tracteur-érecteur-lanceur de Topol-M en 2008.

La force possède en juillet 2008 en tout 415 ICBM opérationnels emportant 1 575 ogives, on y trouve :
- 75 R-36MUTTKh et R-36M (code OTAN SS-18) ;
- 97 UR-100HUTTH (code OTAN SS-19) ;
- 189 RT-2PM Topol (code OTAN SS-25) ;
- 54 RT-2PMU (code OTAN SS-27).

### Inventaire en janvier 2014
À cette date, on estime qu'elle possède 311 missiles et 1 078 ogives :
- 52 R-36M2 (SS-18) à 10 ogives ;
- 40 UR-100NUTTH (SS-19) à 6 ogives ;
- 105 Topol (SS-25) monotête ;
- 60 Topol-M en silo (SS-27) monotête ;
- 18 Topol-M mobile monotête ;
- 33 RS-24 Iars mobile et en silo à 4 ogives[10].

### Inventaire en janvier 2020
À cette date, elle posséderait 320 missiles et 1 181 ogives.
- 46 R-36M2 (SS-18 Satan) à 10 ogives ;
- 2 Avangard  (SS-19 Mod 4) avec un planeur hypersonique ;
- 45 Topol (SS-25) monotête ;
- 60 Topol-M en silo (SS-27) monotête ;
- 18 Topol-M mobile monotête ;
- 135 RS-24 Yars mobile à 4 ogives;
- 14 RS-24 en silo à 4 ogives.

### Aviation
Les troupes de missiles stratégiques possèdent un parc d'avions et d’hélicoptères constitué de Mi-8, An-12, An-24, An-26 et An-72 destinés au transport et aux mesures, stationnés sur 7 aérodromes et 8 héliports.